# Cavron-Saint-Martin
Cavron-Saint-Martin település Franciaországban, Pas-de-Calais megyében. Lakosainak száma 432 fő (2022. január 1.). Cavron-Saint-Martin Lebiez, La Loge, Offin, Wambercourt, Wamin, Contes és Hesdin-la-Forêt községekkel határos.

## Népesség
A település népességének változása:
| Lakosok száma | 482  | 463  | 475  | 457  | 453  | 449  | 445  | 441  | 432  |
|               | 2013 | 2015 | 2016 | 2017 | 2018 | 2019 | 2020 | 2021 | 2022 |